# IOS 9
IOS 9 is de negende versie van het iOS-besturingssysteem voor mobiele apparaten met touchscreen ontworpen door het Amerikaanse computerbedrijf Apple. Deze nieuwe versie van het besturingssysteem is de opvolger van iOS 8, dat uitgebracht werd in september 2014. Het besturingssysteem is aangekondigd op het WWDC op 8 juni 2015 te San Francisco, Californië, VS. Deze versie lijkt sterk op iOS 7 en 8, maar heeft ook nieuwe functionaliteit. IOS 9 had veel minder last van "introductieproblemen" dan iOS 8.

## Ondersteunde apparaten
IOS 9 is beschikbaar voor de iPad 2 en hoger, iPad mini en hoger, iPhone 4s en hoger en de vijfde generatie iPod touch en staat standaard geïnstalleerd op de iPhone 6s, de iPhone 6s Plus.

## Functies
Zoals elke iOS versie heeft ook iOS 9 een aantal nieuwe functies en verbeteringen gekregen:
- Proactieve Siri
- Batterijbesparende modus
- Meer veiligheid, dankzij de 6-cijferige pincode en twee-factorauthenticatie
- Multitasken op iPad wordt makkelijker door Split View en Slide Over
- Veel apps verbeterd, zoals Kaarten, Wallet, News en iCloud
- Nightshift (vanaf iOS 9.3)
- Apple Pay in meerdere landen beschikbaar